# 勒內·德·沙龍
勒内·德·沙龙（René de Chalon；1519年2月5日—1544年7月15日），奧蘭治親王，1540年起為荷蘭、西蘭、烏德勒支執政。
1530年，勒內繼承舅舅腓力貝·德·沙龍成為奧蘭治親王。1544年，勒內在戰場上陣亡，奥兰治亲王头衔由其堂弟「沈默者」威廉继承。